# Скалка (Сілезьке воєводство)
Скалка (пол. Skałka) — село в Польщі, у гміні Влодовиці Заверцянського повіту Сілезького воєводства.
Населення — 196 осіб (2011).
У 1975-1998 роках село належало до Ченстоховського воєводства.

## Демографія
Демографічна структура станом на 31 березня 2011 року:
|          | Загалом | Допрацездатний вік | Працездатний вік | Постпрацездатний вік |
| -------- | ------- | ------------------ | ---------------- | -------------------- |
| Чоловіки | 99      | 14                 | 71               | 14                   |
| Жінки    | 97      | 11                 | 56               | 30                   |
| Разом    | 196     | 25                 | 127              | 44                   |